# Ausztria alkotmánya
Ausztria szövetségi alkotmánya (Österreichische Bundesverfassung) az alkotmányerejű törvények összessége Ausztriában. Gerince a szövetségi alkotmánytörvény (Bundes-Verfassungsgesetz, rövidítve B-VG).
A B-VG-n kívül még számos alkotmányerejű törvény van érvényben Ausztriában (Bundesverfassungsgesetze, egyes számban Bundesverfassungsgesetz, rövidítve BVG). A BV-G például nem tartalmazza az emberi jogokról és a civil szabadságjogokról szóló szabályokat, amelyek több alkotmányerejű törvényben vannak szétszórva.
A BV-G-t és az alkotmányt képező többi törvényt több százszor módosították.

## Története
Ausztriának már több alkotmánya volt, köztük az 1848-as Pillersdorf-alkotmány, az 1848 és 1851 közt hatályos, "visszavonhatatlan" olmützi alkotmány, 1860-ban az októberi diploma, 1861 és 1865 között a februári pátens.
A B-VG Hans Kelsen javaslatán alapult, és először 1920. október 1-én fogadták el. Mivel a jogokról szóló törvényről nem tudtak politikai megállapodást elérni, az 1867-es alaptörvény a polgárok általános jogairól érvényben maradt, és alkotmányerejű törvényként jelölték meg.
A B-VG eredendően erősen parlamentáris jellegű volt. A törvények elfogadásának jogát egy meglehetősen erős parlamentnek juttatta, amelynek két háza lett: a Nemzeti Tanács és a Szövetségi Tanács. Együttes ülésük, a Szövetségi Gyűlés választotta az első osztrák köztársaság elnökét. a törvények végrehajtásának felelősségét a szövetségi kormány viselte, amelynek élén a kancellár állt. Őt a Nemzeti Tanács nevezte ki, nem az elnök, egy bizottság javaslatára. Az államfői szerep a gyenge hatalmú elnöknek jutott. Bár alkotmányosan a köztársasági elnök az elnöki rendszerekhez hasonló jogokat kapott, a gyakorlatban a kancellár javaslatai követte.
1929-ben jelentősen módosították az alkotmányt, megerősítve az elnök jogait. Innentől az elnököt közvetlenül választották az osztrák szavazók. Megkapta a parlament feloszlatásának jogát is, egy olyan hatalmi jogkört amelyet parlamenti rendszerű köztársaságokban általában nem birtokol az elnök. A kancellár és a kormány kinevezésének joga is az elnökre szállt. A hatalom koncentrálásának irányába tett módosítások arra szolgáltak, hogy megbékítsék az akkortájt virágzó parafasiszta mozgalmakat (mint a Heimwehr, vagy később az Ostmärkische Sturmscharen) és a szociáldemokrata félkatonai szervezetet, a Republikanischer Schutzbundot.
1934-ben, évekig tartó erőszakos politikai tusakodás és a jogállam erodálódása után, az uralkodó Keresztényszocialista Párt, amely addigra az ausztrofasizmus útjára tért, az alkotmányt lecserélte egy olyan alaptörvényre, amely kimondta, hogy Ausztria autoritariánus korporatív állam. Az ausztrofasiszta alkotmány egész addig életben volt, amíg 1938-ban Ausztriát bekebelezte a náci Németország, és állami önállósága megszűnt. 1945. május 1-jén, napokkal a Harmadik Birodalom végső összeomlása előtt, Ausztria visszaállította a független államiságát kimondó alkotmányt. Az 1929-es módosításokat nem vezették ki az alkotmányból és ma is érvényben vannak, habár azóta az alkotmányt számos alkalommal jelentősen módosították.

## Struktúrája
Az alkotmány szerint Ausztria kilenc tartomány föderációja.
|    | Magyarul       | Németül          | Asuztrai tartományai |
| 1. | Burgenland     | Burgenland       | Asuztrai tartományai |
| 2. | Karintia       | Kärnten          | Asuztrai tartományai |
| 3. | Alsó-Ausztria  | Niederösterreich | Asuztrai tartományai |
| 4. | Felső-Ausztria | Oberösterreich   | Asuztrai tartományai |
| 5. | Salzburg       | Salzburg         | Asuztrai tartományai |
| 6. | Stájerország   | Steiermark       | Asuztrai tartományai |
| 7. | Tirol          | Tirol            | Asuztrai tartományai |
| 8. | Vorarlberg     | Vorarlberg       | Asuztrai tartományai |
| 9. | Bécs           | Wien             | Asuztrai tartományai |

A szövetséghez hasonlóan a tartományoknak is megvan a maguk írott alkotmánya, amely a képviseleti demokrácia elvei alapján kormányzott köztársaságokként definiálja őket. Az államok alkotmányuk alapján egykamarás parlamenti rendszerek: minden tartománynak van közvetlenül választott törvényhozása, és a törvényhozás jóváhagyta kormánya.
A szövetségi alkotmány Ausztriát magát kétkamarás parlamentáris demokráciaként határozza meg, ahol a hatalmi ágak csaknem teljesen szétválasztottak. az osztrák kormányzati struktúra így nagyon hasonló az olyan sokkal nagyobb szövetségi köztársaságokéhoz, mint Németország, vagy az Amerikai Egyesült Államok. A fő gyakorlati különbség, hogy az osztrák tartományok önállósága viszonylag kicsi. Majdnem minden fontos ügyben a szövetségi szinten hozzák meg a döntéseket. Az igazságszolgáltatási rendszer szövetségi szintű Ausztriában: nincsenek tartományi bíróságok.

## Fordítás
Ez a szócikk részben vagy egészben  a   Constitution of Austria című angol Wikipédia-szócikk ezen változatának fordításán alapul.  Az eredeti cikk szerkesztőit annak laptörténete sorolja fel. Ez a jelzés csupán a megfogalmazás eredetét és a szerzői jogokat jelzi, nem szolgál a cikkben szereplő információk forrásmegjelöléseként.

## Külső hivatkozások
- Osztrák hivatalos törvénykereső (RechtsInformationsSystem, RIS) (English version), (Németül, teljes verzió)
- Osztrák Alkotmánybíróság
- Alkotmányfejlődés Ausztriában
- Verfassungen Österreichs Archiválva 2017. október 13-i dátummal a Wayback Machine-ben